# Coupe du monde de skeleton 2018-2019
Navigation
Édition précédente Édition suivante
La coupe du monde de skeleton 2018-2019 est la 33e édition de la Coupe du monde de skeleton, compétition de skeleton organisée annuellement par la Fédération internationale de bobsleigh et de tobogganing.
Elle se déroule entre le 3 décembre 2018 et le 24 février 2019 sur 8 étapes organisées en Amérique du Nord et en Europe en coopération avec la Coupe du monde de bobsleigh.

## Programme de la saison
La saison commence à Sigulda, en Lettonie puis se poursuit avec trois étapes allemandes. La compétition se poursuit sur la piste d'Ingls, près d'Innsbruck et à Saint-Moritz. Elle s'achève en Amérique du Nord avec deux épreuves aux États-Unis et au Canada.
| \| Lake Placid Calgary \| Sites des compétitions en Amérique du Nord |
| Lake Placid Calgary                                                  |

| Lake Placid Calgary |

| \| Altenberg Sigulda Königssee Winterberg St Moritz Igls \| Sites des compétitions en Europe |
| Altenberg Sigulda Königssee Winterberg St Moritz Igls                                        |

| Altenberg Sigulda Königssee Winterberg St Moritz Igls |

Lors de chaque week-end de compétition, une épreuve masculin et une épreuve féminine sont organisées.

## Attribution des points
Les manches de Coupe du monde donnent lieu à l'attribution de points, dont le total détermine le classement général de la Coupe du monde.
Ces points sont attribués selon cette répartition :
| Place  | 1   | 2   | 3   | 4   | 5   | 6   | 7   | 8   | 9   | 10  | 11  | 12  | 13  | 14  | 15  | 16 | 17 | 18 | 19 | 20 | 21 | 22 | 23 | 24 | 25 | 26 | 27 | 28 | 29 |
| ------ | --- | --- | --- | --- | --- | --- | --- | --- | --- | --- | --- | --- | --- | --- | --- | -- | -- | -- | -- | -- | -- | -- | -- | -- | -- | -- | -- | -- | -- |
| Points | 225 | 210 | 200 | 192 | 184 | 176 | 168 | 160 | 152 | 144 | 136 | 128 | 120 | 112 | 104 | 96 | 88 | 80 | 74 | 68 | 62 | 56 | 50 | 45 | 40 | 36 | 32 | 28 | 24 |

## Classement Général[3]
| Rang | Nom                 | Points | Victoire(s) |
| ---- | ------------------- | ------ | ----------- |
| 1    | Aleksandr Tretyakov | 1704   | 4           |
| 2    | Yun Sung-bin        | 1680   | 2           |
| 3    | Martins Dukurs      | 1533   | 1           |
| 4    | Nikita Tregubov     | 1505   | 1           |
| 5    | Axel Jungk          | 1458   | -           |

| Rang | Nom                | Points | Victoire(s) |
| ---- | ------------------ | ------ | ----------- |
| 1    | Elena Nikitina     | 1663   | 3           |
| 2    | Tina Hermann       | 1597   | 1           |
| 3    | Mirela Rahneva     | 1396   | 2           |
| 4    | Sophia Griebel     | 1360   | -           |
| 5    | Jacqueline Lölling | 1244   | 2           |

## Calendrier
| 1. Sigulda (8 et 9 décembre 2018) |                 |                  |              |
| Épreuve                           | Vainqueur       | Deuxième         | Troisième    |
| Hommes                            | Nikita Tregubov | Martins Dukurs   | Yun Sung-bin |
| Femmes                            | Elena Nikitina  | Elisabeth Vathje | Tina Hermann |

| 2. Winterberg (14 décembre 2018) |                     |              |              |
| Épreuve                          | Vainqueur           | Deuxième     | Troisième    |
| Hommes                           | Aleksandr Tretyakov | Axel Jungk   | Yun Sung-bin |
| Femmes                           | Jacqueline Lölling  | Tina Hermann | Janine Flock |

| 3. Altenberg (4 janvier 2019) |                     |                    |                 |
| Épreuve                       | Vainqueur           | Deuxième           | Troisième       |
| Hommes                        | Aleksandr Tretyakov | Yun Sung-bin       | Nikita Tregubov |
| Femmes                        | Elena Nikitina      | Jacqueline Lölling | Yulia Kanakina  |

| -. Königssee (11 janvier 2019) |                                                                                |                                                                                |                                                                                |
| Épreuve                        | Vainqueur                                                                      | Deuxième                                                                       | Troisième                                                                      |
| Hommes                         | Épreuves annulées dû aux conditions météorologiques et reprogrammées à Calgary | Épreuves annulées dû aux conditions météorologiques et reprogrammées à Calgary | Épreuves annulées dû aux conditions météorologiques et reprogrammées à Calgary |
| Femmes                         | Épreuves annulées dû aux conditions météorologiques et reprogrammées à Calgary | Épreuves annulées dû aux conditions météorologiques et reprogrammées à Calgary | Épreuves annulées dû aux conditions météorologiques et reprogrammées à Calgary |

| 4. Igls (18 janvier 2019) |                |                |                    |
| Épreuve                   | Vainqueur      | Deuxième       | Troisième          |
| Hommes                    | Martins Dukurs | Yun Sung-bin   | Axel Jungk         |
| Femmes                    | Janine Flock   | Elena Nikitina | Jacqueline Lölling |

| 5. Saint-Moritz (25 janvier 2019) |                |                     |                    |
| Épreuve                           | Vainqueur      | Deuxième            | Troisième          |
| Hommes                            | Yun Sung-bin   | Aleksandr Tretyakov | Nikita Tregubov    |
| Femmes                            | Mirela Rahneva | Elena Nikitina      | Jacqueline Lölling |

| 6. Lake Placid (15 et 16 février 2019) |                                   |                |                   |
| Épreuve                                | Vainqueur                         | Deuxième       | Troisième         |
| Hommes                                 | Aleksandr Tretyakov               | Martins Dukurs | Yun Sung-bin      |
| Femmes                                 | Jacqueline Lölling Elena Nikitina |                | Kendall Wesenberg |

| 7. Calgary (23 et 24 février 2019) |                     |                     |                 |
| Épreuve                            | Vainqueur           | Deuxième            | Troisième       |
| Hommes 1                           | Aleksandr Tretyakov | Yun Sung-bin        | Martins Dukurs  |
| Hommes 2                           | Yun Sung-bin        | Aleksandr Tretyakov | Tomass Dukurs   |
| Femmes 1                           | Mirela Rahneva      | Tina Hermann        | Elisabeth Maier |
| Femmes 2                           | Tina Hermann        | Mirela Rahneva      | Laura Deas      |

|                                                                             |  |  |  |  |  |  |
| Whistler Championnats du monde de la FIBT 2019 (28 février au 10 mars 2019) |  |  |  |  |  |  |
|                                                                             |  |  |  |  |  |  |